# German Flatts (Nueva York)
German Flatts es un pueblo ubicado en el condado de Herkimer en el estado estadounidense de Nueva York. En el año 2000 tenía una población de 13.629 habitantes y una densidad poblacional de 156.0 personas por km².

## Geografía
German Flatts se encuentra ubicado en las coordenadas 43°0′19″N 75°0′47″O / 43.00528, -75.01306.

## Demografía
Según la Oficina del Censo en 2000 los ingresos medios por hogar en la localidad eran de $32,772, y los ingresos medios por familia eran $39,380. Los hombres tenían unos ingresos medios de $29,973 frente a los $21,425 para las mujeres. La renta per cápita para la localidad era de $14,870. Alrededor del 13.7% de la población estaban por debajo del umbral de pobreza.